# Obi Metzger
Sam Obi Metzger (Freetown, 19 settembre 1987) è un calciatore sierraleonese, attaccante svincolato.

## Carriera

### Club
Ha giocato nella massima serie finlandese.

### Nazionale
Ha giocato nella nazionale sierraleonese Under-17.
Nel 2008 ha esordito in nazionale maggiore.

## Statistiche

### Cronologia presenze e reti in nazionale
| Cronologia completa delle presenze e delle reti in nazionale ― Sierra Leone | Cronologia completa delle presenze e delle reti in nazionale ― Sierra Leone | Cronologia completa delle presenze e delle reti in nazionale ― Sierra Leone | Cronologia completa delle presenze e delle reti in nazionale ― Sierra Leone | Cronologia completa delle presenze e delle reti in nazionale ― Sierra Leone | Cronologia completa delle presenze e delle reti in nazionale ― Sierra Leone | Cronologia completa delle presenze e delle reti in nazionale ― Sierra Leone | Cronologia completa delle presenze e delle reti in nazionale ― Sierra Leone |
| Data                                                                        | Città                                                                       | In casa                                                                     | Risultato                                                                   | Ospiti                                                                      | Competizione                                                                | Reti                                                                        | Note                                                                        |
| --------------------------------------------------------------------------- | --------------------------------------------------------------------------- | --------------------------------------------------------------------------- | --------------------------------------------------------------------------- | --------------------------------------------------------------------------- | --------------------------------------------------------------------------- | --------------------------------------------------------------------------- | --------------------------------------------------------------------------- |
| 6-9-2008                                                                    | Freetown                                                                    | Sierra Leone                                                                | 2 – 1                                                                       | Guinea Equatoriale                                                          | Qual. Mondiali 2010                                                         | -                                                                           | 89’                                                                         |
| 9-2-2011                                                                    | Lagos                                                                       | Nigeria                                                                     | 2 – 1                                                                       | Sierra Leone                                                                | Amichevole                                                                  | -                                                                           | 57’                                                                         |
| 8-10-2011                                                                   | Nelspruit                                                                   | Sudafrica                                                                   | 0 – 0                                                                       | Sierra Leone                                                                | Qual. Coppa d'Africa 2012                                                   | -                                                                           | 62’ 92’                                                                     |
| 29-2-2012                                                                   | São Tomé                                                                    | São Tomé e Príncipe                                                         | 2 – 1                                                                       | Sierra Leone                                                                | Qual. Coppa d'Africa 2013                                                   | -                                                                           |                                                                             |
| Totale                                                                      |                                                                             | Presenze                                                                    | 4                                                                           |                                                                             | Reti                                                                        | 0                                                                           |                                                                             |